# 日本の労働に関する資格一覧
日本の労働に関する資格一覧（にほんのろうどうにかんするしかくいちらん）は、日本国内で実施されている、労働に関する資格試験の名称を一覧としたものである。

## 国家資格
- 【労働安全衛生法】
  - 労働衛生コンサルタント
  - 労働安全コンサルタント
  - 安全衛生推進者
  - 労働安全衛生法による免許
  - 技能講習による資格
  - 特別教育による資格
- 【作業環境測定法】
  - 作業環境測定士
- 【採石法】
  - 採石業務管理者
- 【砂利採取法】
  - 砂利採取業務主任者
- 【生活衛生関係営業の運営の適正化及び振興に関する法律】
  - 環境衛生監視員
  - 環境衛生指導員
- 【倉庫業法】
  - 倉庫管理主任者
- 【労働者派遣事業の適正な運営の確保及び派遣労働者の就業条件の整備等に関する法律】 
  - 派遣元責任者

## 民間資格
- 港湾潜水技士（日本潜水協会）